# Włodzimierz Mazur
Włodzimierz Mazur (14. dubna 1954, Opatów - 1. prosince 1988, Sosnovec) byl polský fotbalista, útočník. Po skončení aktivní kariéry působil jako trenér. Zemřel náhle 1. prosince 1988 ve věku pouhých 34 let na infarkt myokardu.

## Fotbalová kariéra
Hrál v polské nejvyšší soutěži za tým Zagłębie Sosnowiec a ve francouzské Ligue 1 za Stade Rennais FC. V Poháru vítězů pohárů nastoupil ve 4 utkáních. Za polskou reprezentaci nastoupil v letech 1976–1982 ve 23 utkáních a dal 3 góly. Na Mistrovství světa ve fotbale 1978 nastoupil v utkání proti Argentině. V roce 1977 byl nejlepším střelcem polské ligy.

## Ligová bilance
| Ročník              | Zápasy | Góly | Klub               |
| ------------------- | ------ | ---- | ------------------ |
| Ekstraklasa 1972/73 | 9      | 2    | Zagłębie Sosnowiec |
| Ekstraklasa 1973/74 | 28     | 4    | Zagłębie Sosnowiec |
| Ekstraklasa 1974/75 | 25     | 4    | Zagłębie Sosnowiec |
| Ekstraklasa 1975/76 | 26     | 9    | Zagłębie Sosnowiec |
| Ekstraklasa 1976/77 | 29     | 17   | Zagłębie Sosnowiec |
| Ekstraklasa 1977/78 | 25     | 8    | Zagłębie Sosnowiec |
| Ekstraklasa 1978/79 | 28     | 7    | Zagłębie Sosnowiec |
| Ekstraklasa 1979/80 | 28     | 7    | Zagłębie Sosnowiec |
| Ekstraklasa 1980/81 | 29     | 4    | Zagłębie Sosnowiec |
| Ekstraklasa 1981/82 | 27     | 10   | Zagłębie Sosnowiec |
| Ekstraklasa 1982/83 | 21     | 6    | Zagłębie Sosnowiec |
| Ligue 1 1983/84     | 24     | 4    | Stade Rennais FC   |
| Ligue 2 1984/85     | 4      | 0    | Stade Rennais FC   |
| Ekstraklasa 1985/86 | 7      | 1    | Zagłębie Sosnowiec |
| CELKEM Ekstraklasa  | 282    | 79   |                    |
| CELKEM Ligue 1      | 24     | 4    |                    |
| CELKEM Ligue 2      | 4      | 0    |                    |